# Six Flags Great Adventure
Koordinaten: 40° 8′ 16″ N, 74° 26′ 26″ W
Six Flags Great Adventure ist ein amerikanischer Freizeitpark der bekannten Freizeitparkgruppe Six Flags. Der 210 ha große Park befindet sich in Jackson, New Jersey, und wurde 1974 als Great Adventure eröffnet. 1977 fand die Umbenennung in Six Flags Great Adventure statt, nachdem der Park durch Six Flags von Warner Leroy gekauft wurde.
Im Jahr 2002 wurde ein virtueller Nachbau des Parks im Computerspiel RollerCoaster Tycoon 2 verwendet.

## Attraktionen

### Achterbahnen
| Name                      | Typ                                  | Hersteller                  | Eröffnungsjahr | Bemerkungen | Weblinks |
| ------------------------- | ------------------------------------ | --------------------------- | -------------- | --- | -------- |
| Batman The Ride           | Inverted Coaster                     | Bolliger & Mabillard        | 1993           | |          |
| Dark Knight               | Wilde Maus, Dunkelachterbahn         | Mack Rides                  | 2008           | Nach dem Film The Dark Knight thematisiert. |          |
| El Toro                   | Holzachterbahn                       | Intamin                     | 2006           | |          |
| Flash: Vertical Velocity  | Super Boomerang                      | Vekoma                      | 2025 (im Bau)  | |          |
| Harley Quinn Crazy Train  | Familienachterbahn                   | Zierer                      | 1999           | Ursprünglicher Name war bis 2015 Blackbeard's Lost Treasure Train. |          |
| Jersey Devil Coaster      | Single-Rail Coaster                  | Rocky Mountain Construction | 2021           | Benannt nach der Legende Jersey Devil. |          |
| Joker                     | 4th-Dimension-Coaster                | S&S                         | 2016           | |          |
| Lil' Devil Coaster        | Familienachterbahn                   | Zamperla                    | 1999           | Befand sich bis 2019 an einer anderen Stelle im Park und fuhr dort unter dem Namen Road Runner Railway. |          |
| Medusa                    | Floorless Coaster                    | Bolliger & Mabillard        | 1999           | War der erste Floorless Coaster des Herstellers und fuhr bis 2021 unter dem Namen Bizarro. |          |
| Nitro                     | Hyper Coaster                        | Bolliger & Mabillard        | 2001           | |          |
| Runaway Mine Train        | Minenachterbahn                      | Arrow Dynamics              | 1974           | |          |
| Skull Mountain            | Dunkelachterbahn, Familienachterbahn | Intamin                     | 1996           | |          |
| Superman: Ultimate Flight | Flying Coaster                       | Bolliger & Mabillard        | 2003           | Zurzeit (Stand April 2023) existieren neben dieser Anlage drei weitere baugleiche Anlagen weltweit, davon zwei in den Schwesterparks Six Flags Great America und Six Flags Over Georgia, sowie eine in Happy Valley (Peking). |          |
| Unbekannt                 | Launched Coaster                     | -                           | 2026 (im Bau)  | |          |

#### Ehemalige Achterbahnen
| Name                          | Typ                                                        | Hersteller           | Eröffnungsjahr          | Schließungsjahr         | Bemerkungen | Weblinks |
| ----------------------------- | ---------------------------------------------------------- | -------------------- | ----------------------- | ----------------------- | --- | -------- |
| Alpen Blitz                   | Powered Coaster                                            | Schwarzkopf          | 1976                    | 1978                    | |          |
| Batman and Robin: The Chiller | Launched Coaster, Shuttle Coaster, Duelling Roller Coaster | Premier Rides        | 1998                    | 2007                    | Zwischen den Saisons 2006 und 2007 wurden die beiden Zero-g-Rolls durch kleine Hügel ersetzt. Nach der Schließung befanden sich die Bahnen bis 2018 eingelagert in Beto Carrero World, wurden dort aber nie aufgebaut. 2018 wurden die Bahnen verschrottet. |          |
| Big Fury                      | Zyklon                                                     | Pinfari              | 1974                    | 1977                    | |          |
| Great American Scream Machine | Stahlachterbahn mit Inversionen                            | Arrow Dynamics       | 1989                    | 2010                    | |          |
| Green Lantern                 | Stand-Up Coaster                                           | Bolliger & Mabillard | 2011                    | 2024                    | Ursprünglich 1997 als Chang in Kentucky Kingdom eröffnet und befand sich dort bis 2009. |          |
| Jumbo Jet                     | Stahlachterbahn ohne Inversionen                           | Schwarzkopf          | vermutlich nie eröffnet | vermutlich nie eröffnet | Ursprüngliche Eigentümer waren zwei deutsche Schausteller, die die Bahn an den Park verkauft haben. Sie stand von Juli 1975 bis zum Ende der Saison im Park, wurde aber vermutlich nie eröffnet. Danach befand sie sich zunächst als Jumbo Jet in Canadian National Exhibition und seit 1989 ebenfalls als Jumbo Jet in Amigoland.                                                                                             |          |
| Kingda Ka                     | Launched Coaster, Strata Coaster                           | Intamin              | 2005                    | 2024                    | Sie war bis zu ihrer Schließung die höchste Achterbahn der Welt. |          |
| Lightnin' Loops               | Shuttle Coaster, Launched Coaster                          | Arrow Dynamics       | 1978                    | 1986 bzw. 1992          | Die untere der beiden Bahnen befindet sich seit Mai 1994 als Diamond Back in Frontier City. Die obere Bahn befand sich von 1993 bis 1998 als Python in Six Flags America. |          |
| Lil' Thunder                  | Familienachterbahn                                         | Molina & Son's       | 1976                    | 1983                    | Ursprünglicher Name war bis 1978 Screamer. |          |
| Rolling Thunder               | Holzachterbahn, Racing Roller Coaster                      | unbekannt            | 1979                    | 2013                    | |          |
| Sarajevo Bobsled              | Bobachterbahn                                              | Intamin              | 1984                    | 1988                    | Nach der Schließung befand die Bahn sich zunächst von 1989 bis 1995 als Rolling Thunder in Six Flags Great America und danach seit 1998 als Alpine Bobsled in Six Flags Great Escape. |          |
| Shockwave                     | Stand-Up Coaster                                           | Intamin              | 1990                    | 1992                    | Ursprünglich 1986 als Shockwave in Six Flags Magic Mountain eröffnet und befand sich dort bis 1988. Nach der Schließung in Six Flags Great Adventure befand die Bahn sich von 1993 bis 2005 als Batman The Escape in Six Flags AstroWorld. Von 2006 bis 2017 befand die Bahn sich dann eingelagert in Six Flags Darien Lake, wurde aber nicht mehr aufgebaut.                                                                  |          |
| Ultra Twister                 | Pipeline Coaster                                           | Togo                 | 1986                    | 1988                    | Nach dem Aufenthalt in Six Flags Great Adventure befand die Bahn sich zunächst von 1990 bis 2005 ebenfalls als Ultra Twister in Six Flags AstroWorld. Vor dem Aufbau in Six Flags AstroWorld wurde die Neigung des Lifthills von 90° auf 45° gesenkt, wodurch sich die Streckenlänge auch erhöhte. Von 2006 bis 2010 befand sich die Bahn anschließend eingelagert in Six Flags America, wurde dort aber nicht mehr aufgebaut. |          |
| Viper                         | Stahlachterbahn mit Inversionen                            | Togo                 | 1995                    | 2004                    | |          |
| Wild Rider                    | Stahlachterbahn ohne Inversionen                           | Schwarzkopf          | 1978                    | 1980                    | |          |

### Weitere Fahrgeschäfte
- Cyborg Cyber Spin[4] (ABC Rides Tourbillon)
- Dare Devil Dive[5] (SkyCoaster)
- Justice League: Battle for Metropolis[6] (Sally Corp 4D Dark Ride)
- SkyScreamer[7] (Funtime Starflyer)
- Slingshot[8] (Funtime Slingshot)
- Twister[9] (Huss Top Spin)
- Wonder Woman Lasso of Truth[10] (Zamperla Frisbee)
- Zumanjaro: Drop of Doom[11] (Intamin Giant Drop)